# Romello White
Romello White (Suwanee (Georgia); 9 de mayo de 1998) es un jugador de baloncesto estadounidense que pertenece a la plantilla del Ironi Nahariya de la Liga Leumit, la segunda competición israelí. Con 2,03 metros de estatura, juega en la posición de ala-pívot.

## Trayectoria deportiva
Es un ala-pívot formado durante tres temporadas en la Universidad Estatal de Arizona con la que disputó la NCAA con los Arizona State Sun Devils desde 2017 a 2020 y en su última temporada universitaria, la 2020-21 jugaría con los Ole Miss Rebels de la Universidad de Misisipi.
Tras no ser elegido en el Draft de la NBA de 2021, el 11 de julio de 2021, firma por el Hapoel Eilat de la Ligat ha'Al para disputar la temporada 2021-22.
En mitad de la temporada, abandona el conjunto israelí y firma por el Keravnos B.C. de la Liga de Chipre.
El 4 de agosto de 2022, firma por el Ironi Nahariya de la Liga Leumit, la segunda competición israelí.